# Красноярский сельсовет (Северный район)
Красноярский сельсовет — сельское поселение в Северном районе Оренбургской области Российской Федерации.
Административный центр — село Красноярка.

## История
Статус и границы сельского поселения установлены Законом Оренбургской области от 2 сентября 2004 года № 1424/211-III-ОЗ «О наделении муниципальных образований Оренбургской области статусом муниципального района, городского округа, городского поселения, установлении и изменении границ муниципальных образований».

## Население
| 2010 | 2012 | 2013 | 2014 | 2015 | 2016 | 2017 |
| ---- | ---- | ---- | ---- | ---- | ---- | ---- |
| 627  | ↘604 | ↘578 | ↘557 | ↘541 | ↘517 | ↘508 |
| 2018 | 2019 | 2020 | 2021 |      |      |      |
| ↘498 | ↘484 | ↘474 | ↘461 |      |      |      |

## Состав сельского поселения
| № | Населённый пункт | Тип населённого пункта       | Население |
| - | ---------------- | ---------------------------- | --------- |
| 1 | Кипчаг           | деревня                      | 93        |
| 2 | Красноярка       | село, административный центр | 229       |
| 3 | Незнайка         | посёлок                      | 50        |
| 4 | Пашкино          | село                         | 255       |